# 인 어 베러 월드
《인 어 베러 월드》(영어: In a Better World)는 2010년 개봉한 스릴러 드라마 영화이다.

## 줄거리
의사인 안톤은 아내 마리안느와 별거 중이고, 덴마크와 아프리카를 오가며 의료봉사를 하며 혼자 살아간다. 10살 난 그의 아들 엘리아스는 학교에서 상습적인 따돌림과 폭력을 당하고 있는데, 어느 날 전학 온 크리스티안의 도움으로 위험에서 벗어나면서 둘은 급속히 친해지게 된다. 최근 암으로 엄마를 잃은 크리스티안은 가족과 세상에 대한 분노와 복수심으로 가득 차 있고, 평소 온순하고 침착한 엘리아스에게 자신만의 분노의 해결법을 가르치게 된다. 한편, 아프리카 캠프의 안톤은 난민을 무자비하게 학살하는 반군지도자의 심각한 부상을 치료하게 된다. 안톤은 의사로서 도덕적 책무와 양심 사이에서 심각한 딜레마에 빠지게 되는데... 비폭력적이고 잔인한 현실 앞에서 마주하게 되는 복수와 용서, 결코 선택하기 쉽지 않은 이 두 갈래길 앞에 무력한 인간들은 어떤 선택을 해야 할 것인가...

## 배역
- 미카엘 페르스브란트 - 안톤
- 윌리암 욘크 니엘센 - 크리스티안
- 울리히 톰센 - 클라우스
- 마르쿠스 리가드 - 엘리어스
- 트리네 뒤르홀름 - 마리앤

## 한국판 성우진(KBS) (2011년 12월 30일)
- 구자형 - 안톤(미카엘 페르스브란트)
- 오인실 - 크리스티안(윌리암 욘크 니엘센)
- 장광 - 클라우스(울리히 톰센)
- 이승주 - 엘리어스(마르쿠스 리가드)
- 차명화 - 마리앤(트리네 뒤르홀름)
- 김준 - 빅맨(오디지 매슈)
- 최문자 - 여교장(보딜 요르겐센)
- 임성표 - 라스(킴 보드니아)
- 최정호 - 나지브(윌 존슨)
- 곽윤상 - 니엘스(마틴 부쉬)
- 안소이 - 하나(디트 그라뵐)
- 김상백 - 소푸스(사이먼 홀름)
- 이미연 - 몰텐(토케 라스 비야케)